# 喝食

「高雄観風図」（一部）　中央に喝食が描かれている。東京国立博物館蔵 国宝

喝食（かつじき/かっしき）、正式には喝食行者（かつじきあんじゃ/かっしきあんじゃ）は、禅寺で斎食を行う際に衆僧に食事の順序などを大声で唱える者。
禅宗とともに中国から日本に伝わった。本来は年齢とは無関係な役割であるが、日本に以前からあった稚児の慣習が取り込まれて小童が務めるようになった。喝食の小童は、幼少で禅寺に入ったのち、剃髪をせず額面の前髪を左右の肩前に垂らし袴を着用した姿で務めた。室町時代には「喝食」は本来の意味か稚児の別称となった。中には禅僧や公家・武家の衆道の相手を務める者もいた。

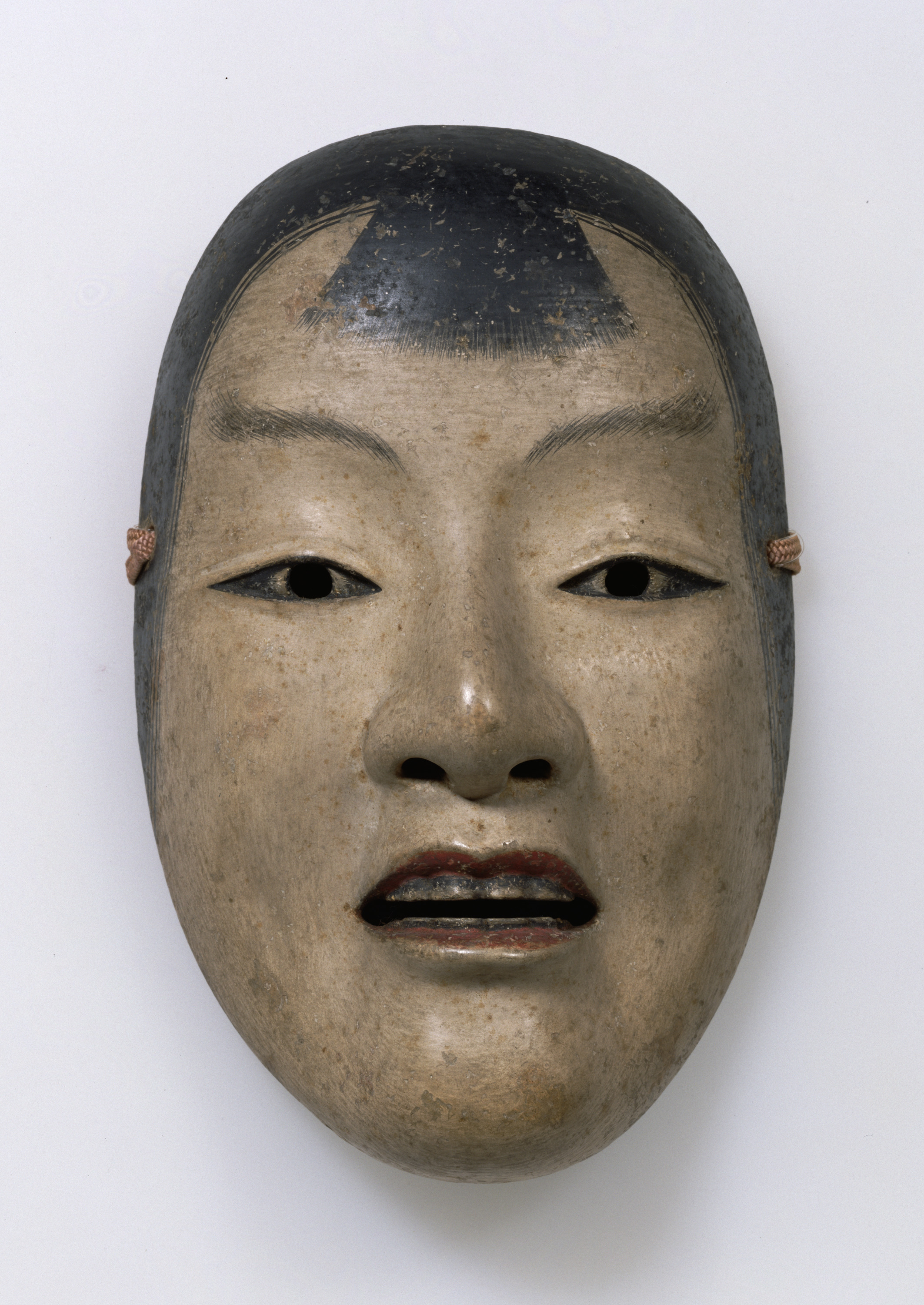
能面「中喝食」東京国立博物館蔵

江戸時代には訛って「がっそう」と呼ぶ地域もあり、上方ではまだ髪を結んでいない幼児の頭を「がっそう頭」と称した。